# Labradoodle
De labradoodle (in Nederland ook bekend onder de naam labradoedel) is een gefokt kruisingsproduct waarbij aanvankelijk werd uitgegaan van kruisingen tussen de labrador-retriever en de poedel. De hond wordt door de overkoepelende organisatie FCI niet als ras erkend.

## Geschiedenis
De Australiër Wally Conron is de geestelijke vader van de labradoodle; hij geeft in interviews te kennen  daar niet trots op te zijn.
Conron, een fokker van de Royal Victorian Guide Dogs Association, kruiste voor het eerst een poedel met een labrador in 1989. Zijn doel was om een hond te creëren die de vachtstructuur heeft van een poedel en de 'will to please' van de labrador-retriever. Het was ook Conron die de naam labradoodle bedacht heeft. De inspiratie voor deze kruising kwam van een Hawaïaans koppel dat Wally Conron eind jaren 1980 vroeg voor hen een hulphond te fokken die bij hen zou passen. De vrouw van het koppel was slechtziend en had een blindengeleidehond nodig, maar haar echtgenoot was allergisch voor de meeste honden.

## Gezondheid
Aangezien de labradoodle geen echt hondenras is, is het moeilijk te voorspellen welke gezondheidsproblemen zich kunnen voordoen. Bij rashonden kan men dit meestal nagaan via de stamboom en de bloedlijnen. Dit is meestal niet mogelijk bij de labradoodle, daarom wordt er meestal van uitgegaan dat deze honden dezelfde ziektes en gebreken kunnen hebben die zich voordoen bij de poedel en de labrador-retriever. Een gezonde labradoodle kan ongeveer 14 jaar oud worden.

## Beschrijving
Omdat de labradoodle een kruising en geen ras is, hebben pups geen consistente voorspelbare eigenschappen. Hoewel de meeste labradoodles een aantal gemeenschappelijke eigenschappen hebben, blijven hun uiterlijk en gedragskenmerken tot op zekere hoogte onvoorspelbaar. Er zijn verschillende kleurvariëteiten zoals wit, rood, bruin, zwart, zilver-, karamel- chocoladebruin, abrikoos en goudkleurig. Ook de textuur van de vacht kan sterk verschillen. Sommige labradoodles hebben bijvoorbeeld krullen, terwijl andere lange sluike haren hebben, of kortharig zijn. De labradoodle werd oorspronkelijk gefokt om te dienen als hypoallergene assistentiehond.

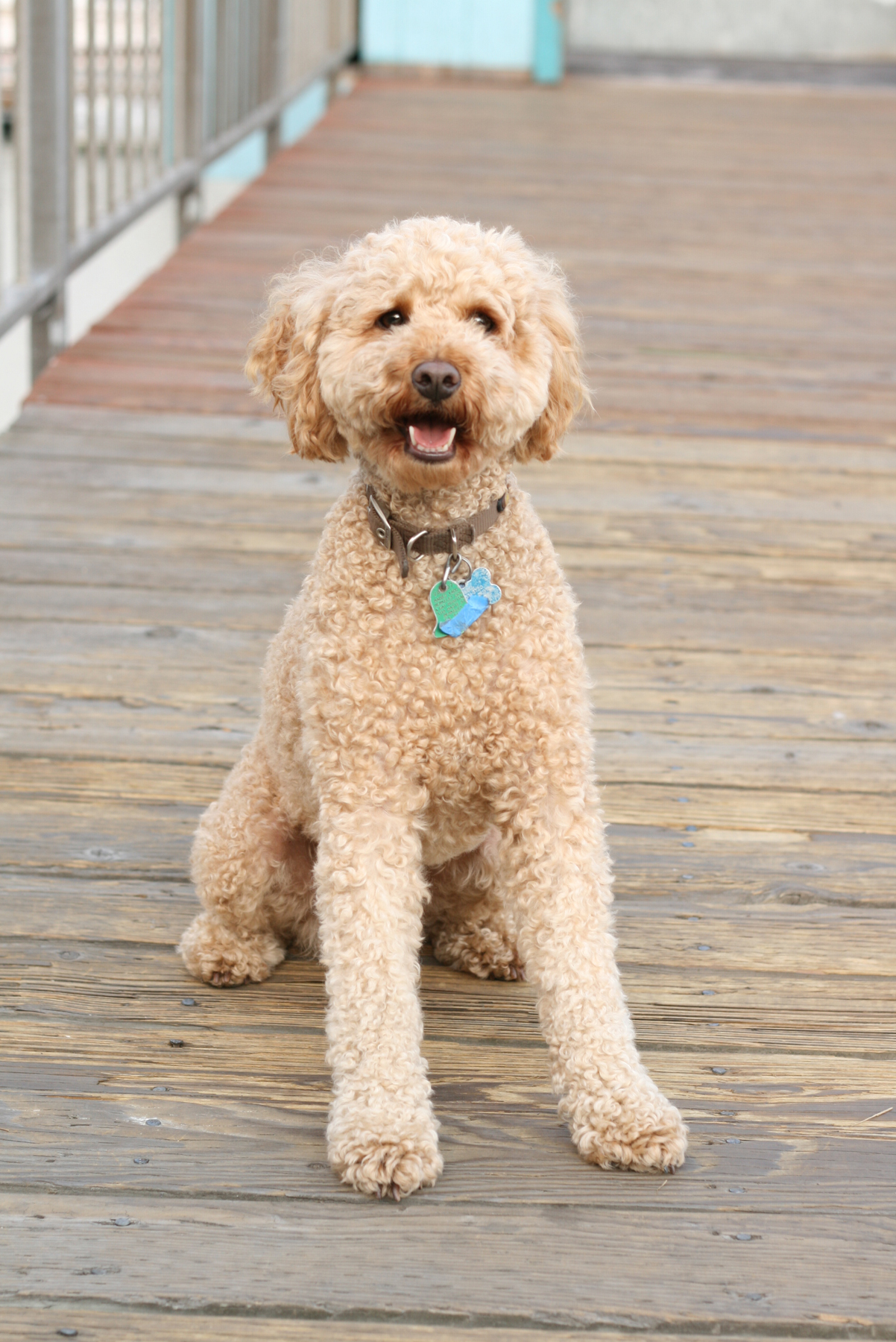
Blond
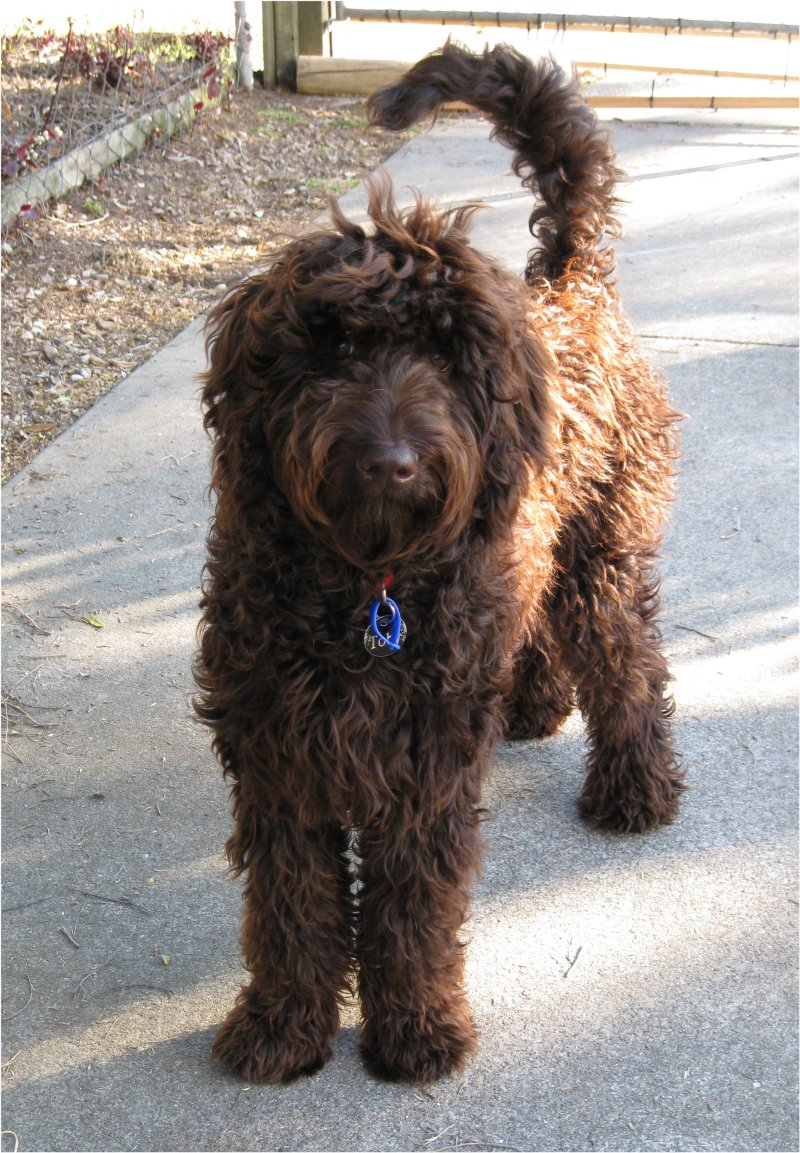
Bruin
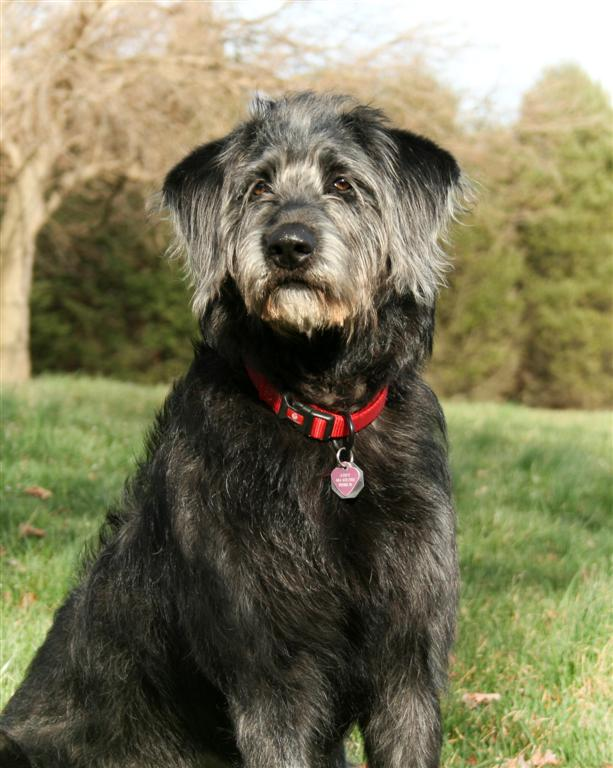
Peper en zout
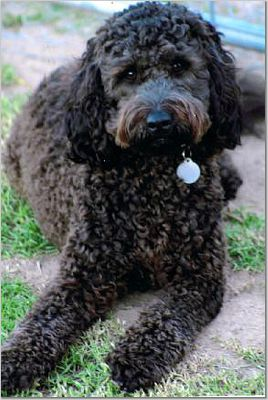
Zwart

### Grootte
Labradoodles kunnen zeer verschillende afmetingen hebben omdat er nog geen uniformiteit van fokpraktijk en consensus over fokrichting bestaat. De schofthoogte kan sterk variëren, maar over het algemeen is de hond ergens tussen de 60 cm en 65 cm hoog. Een volwassen reu kan tussen de 25 kg en de 35 kg wegen, en een teef tussen de 20 kg en de 27 kg. De staartaanzet begint vrij laag. De staart zelf wordt vaak krom omhoog gedragen.

### Hoofd
Het hoofd is breed met duidelijke wenkbrauwen. De snuit is korter dan de hersenschedel. De labradoodle heeft grote, levendige, ovale ogen.

### Aard
Labradoodles hebben gewoonlijk een aanhankelijk karakter. Ze kunnen de emoties van hun baas goed aanvoelen, een kwaliteit die hen geschikt maakt als therapiehond.

## Omgang

### Verzorging
De vacht van de labradoodle heeft vaak verzorging nodig die het dier zelf niet kan geven. Om te voorkomen dat er klitten in het haar ontstaan dient het frequent geborsteld te worden. Bij sommige labradoodles blijft de vacht onophoudelijk groeien. Een regelmatige knip- of scheerbeurt is dan noodzakelijk.

### Opvoeding
Over het algemeen is de labradoodle een gezeglijke huishond die slim is en een grote 'will to please' heeft. Gewoonlijk is deze kruising gemakkelijk te trainen. Een consequente opvoeding voorkomt dat het een eigenzinnige hond wordt.

### Activiteiten
De hond is geschikt voor onder meer de volgende activiteiten:
- Agility
- Dock diving
- Dogdance
- Frisbee
- Gehoorzaamheid
- Zwemmen

## Hypoallergeen
Allergenen afkomstig van dieren, zoals eiwitten uit de vacht, huidschilfers en speeksel, veroorzaken bij mensen die er gevoelig voor zijn allergische klachten. Men denkt vaak dat deze kruisingen hypoallergeen zijn, ze ruien immers geen haar maar moeten worden getrimd. Dit is dus een foutieve aanname daar allergieën worden veroorzaakt door huidschilfers en dergelijke. Soms worden labradoodles als 'hypoallergeen' aangeboden, maar volgens diergeneeskundigen bestaan dergelijke honden niet.